# Остратово
Остратово — деревня в Мошенском районе Новгородской области России. Входит в состав Калининского сельского поселения.

## География
Деревня находится в восточной части Новгородской области, в подзоне южной тайги, на левом берегу реки Космынки, вблизи места впадения её в реку Уверь, на расстоянии примерно 3 километров (по прямой) к северо-северо-востоку от села Мошенского, административного центра района.

### Климат
Климат района характеризуется как умеренно континентальный, влажный. Средняя многолетняя температура самого холодного месяца (января) составляет −9,5 °С (абсолютный минимум — −54 °C); самого тёплого месяца (июля) — 17,4 °C (абсолютный максимум — 35 °С). Безморозный период длится около 125 дней. Продолжительность периода активной вегетации растений составляет более четырёх месяцев. Среднегодовое количество атмосферных осадков — 553 мм, из которых большая часть выпадает в тёплый период.

### Часовой пояс
Деревня Остратово, как и вся Новгородская область, находится в часовой зоне МСК (московское время). Смещение применяемого времени относительно UTC составляет +3:00.

## Население
| 2010 |
| ---- |
| 6    |

### Национальный состав
Согласно результатам переписи 2002 года, в национальной структуре населения русские составляли 100 % из 6 чел.